# Cyrto-hypnum varians
Cyrto-hypnum varians là một loài rêu trong họ Thuidiaceae. Loài này được (Welw. & Duby) W.R. Buck & H.A. Crum mô tả khoa học đầu tiên năm 1990.